# Volker Assing
Volker Matthias Assing (ur. 24 listopada 1956 w Horsten, zm. 23 września 2022 w Hanowerze) – niemiecki entomolog specjalizujący się w koleopterologii.
Jego ojcem był Focko Assing, matką zaś Sophie z domu Harmening. W latach 1984–1986 zatrudniony był jako naukowiec w Uniwersytecie Hanowerskim. Od 1986 roku pracował jako nauczyciel w hanowerskiej Käthe-Kollwitz-Schule. Stopień doktora (Ph.D.) nauk biologicznych uzyskał w 2002 roku na Uniwersytecie w Oldenburgu.
Dorobek Assinga obejmuje ponad 600 publikacji naukowych. Dotyczą one głównie taksonomii chrząszczy z rodziny kusakowatych, zwłaszcza z podrodziny rydzenic.
Na jego cześć nazwano m.in. gatunki: Acrulia assingi, Afropselaphus assingi, Amauronyx assingi, Amphichroum assingi, Bryaxis assingi, Carpelimus assingi, Cephennium assingi, Coenonica assingi, Euplectus assingi, Labomimus assingi, Leptobium assingi, Leptusa assingi, Metopsia assingi, Ochthephilus assingi, Pelioptera assingi, Phloeostiba assingi, Platorischna assingi, Protamaurops assingi, Pseudoplandria assingi, Pseudotachinus assingi, Stenus assingi, Sternotropa assingi, Tachyporus assingi, Turcizyras assingi, Tychobythinus assingi, Veraphis assingi, Vulda assingi.